# Łukasz Czapla
Łukasz Czapla (ur. 8 grudnia 1982 w Krakowie) – polski strzelec sportowy, jeden z najbardziej utytułowanych zawodników w historii tej dyscypliny w Polsce, wielokrotny mistrz świata i Europy.

## Życiorys
Był zawodnikiem klubów WKS Wawel Kraków (1998-2002), KSS Hejnał Kraków (2002-2003), ZKS Gwardia Zielona Góra (2003-2008), WKS Wawel Kraków (2008-2018). W 2018 r. razem z Mateuszem Czyżem założył nowy Klub Sportowy Petarda Kraków, którego jest prezesem oraz trenerem. Od 1999 r. jest członkiem kadry narodowej. Specjalizuje się w strzelaniu do ruchomej tarczy oraz w konkurencjach pistoletowych. 
Jest dwunastokrotnym medalistą mistrzostw świata (w tym juniorów), z czego ośmiokrotnie złotym. Czternastokrotnie zdobył również medale mistrzostw Europy, wygrywając sześć złotych.
Trzykrotnie zdobył złoty (w tym raz w drużynie) i srebrny (w drużynie) medal akademickich mistrzostw świata Pilznie w 2003 roku oraz dwukrotnie  został wicemistrzem uniwersjady w Bangkoku w 2007 roku. Po Mistrzostwo Polski sięgał ponad 40-to krotnie w różnych kategoriach wiekowy oraz konkurencjach Strzeleckich. 
W 2006 roku został zwycięzcą Plebiscytu na Najpopularniejszego Sportowca Ziemi Lubuskiej i Plebiscytu na Najlepszego Sportowca Zielonej Góry. Rok później został laureatem drugiego miejsca w tym plebiscycie.
W 2009 roku dołączył w szeregi Zespołu Sportowego Marynarki Wojennej w Gdyni na stopniu marynarz, gdzie pełnił obowiązki do 2012 roku. 
W 2015 roku założył Fundację „Wyścig po Nadzieję”, a 1 sierpnia tego roku wraz z kolegami Krzysztofem Sikorą, Mateuszem Czyżem oraz Marcinem Rudnickim, dokonał przejazdu rowerowego z Krakowa do Paryża w 10 dni w akcji pomocy dla chorych dzieci.